# Glauconycteris gleni
Glauconycteris gleni là một loài động vật có vú trong họ Dơi muỗi, bộ Dơi. Loài này được Peterson & Smith mô tả năm 1973.